# Autoroute A 510
Die Autoroute A 510 war eine geplante französische Autobahn, die die Städte Cadarache und Saint-Maximin-la-Sainte-Baume miteinander verbinden sollte. Die etwa 30 km lange Straße war als Verbindung der Autobahn 51 (Marseille – Gap im Durancetal) mit der La Provençale (A 8) etwa entlang der heutigen Departementsstraße 3 östlich der Montagne Sainte-Victoire geplant und sollte so als Ostspange für Aix-en-Provence dienen.

## Planungsgeschichte
Die Planungen reichten bis in das Jahr 1992 zurück. Nach der Durchführung vorläufiger Studien wurde zunächst mit Baukosten in Höhe von ungefähr 156 Millionen Euro gerechnet, davon sollte 75 Millionen Euro auf den Staat entfallen. Das Projekt sollte im Rahmen einer Konzession realisiert werden. Nach Schätzungen sollten 80 % der Gesamtlänge von etwa 30 km in lokal geschützten Naturgebieten verlaufen. Bis 2003 waren die geschätzten Baukosten auf etwa 230 Millionen Euro angestiegen. Der Bau und die Inbetriebnahme war zu diesem Zeitpunkt nach 2020 geplant und von einem Entscheid zugunsten der Autobahn 51 abhängig.
Das Projekt wurde 2010 nicht in den Vorentwurf des Schéma national des infrastructures de transport (SNIT) aufgenommen.